# Arreglo de los Campos
En la era colonial se llamó “problema del arreglo de los campos” a la urgencia de las autoridades por legalizar la tenencia de la tierra en la Banda Oriental e incentivar la producción.

## Causas del arreglo de campos
El “problema” consistía esencialmente en los latifundios sin demarcación clara y sin propietario definido, la realidad de simples ocupantes o poseedores sin derecho jurídico pero socialmente aceptados, una población compuesta principalmente por gauchos, indígenas y otros tipos sociales sin hábito de trabajo que amenazaban la labor de los productores, las correrías de bandeirantes portugueses y las fronteras abiertas, que hacían imposible el control del contrabando.

## Posibles soluciones
Los intentos de solución fueron diversos; W.Reyes Abadie y A.Vazquez Romero mencionan hasta seis anteriores a la revolución de 1811: 
1. El Memorial de Antonio Pereira (1776)
2. La Noticia sobre los campos de la Banda Oriental (anónimo, 1794)
3. Plan de Soria (1800)
4. La Memoria sobre el estado rural del Río de la Plata, de Félix de Azara (1801)
5. El Memorial de Miguel de Lastarria (1802)
6. El Plan del capitán Jorge Pacheco (1808)

Los diversos planes se basaban en una filosofía común: nadie defiende mejor su tierra que quien la trabaja y vive de ella. Se trataba de crear una clase de pequeños productores rurales sobre la base de la cesión por el Estado tierras realengas o confiscadas, libres de costo, a quienes se declarasen dispuestos a trabajarlas. Los beneficiarios dispondrían también de ganado, que debía ser marcado y sometido a rodeo. El orden de distribución dependía del aspirante; los que no tuviesen nada debían de ser preferidos a los que ya tuviesen algún bien, y los más pobres, excluidos, mulatos e indios, a los que tuviesen otra fuente de ingresos. Los beneficiarios recibirían también armas para su propia defensa y dispondrían de la protección de los cuerpos armados del Estado (los Blandengues), que proveería además obras públicas, como la construcción de iglesias y escuelas.

## El fracaso del programa
La abundancia de proyectos revela que ninguno tuvo éxito total.
El relativo fracaso y la insuficiencia de las medidas determinó que los propietarios de tierra resolviesen constituirse en entidad gremial en 1785: la junta de Hacendados. Cuando el virrey Rafael de Sobremonte y la Real Audiencia de Buenos Aires celebraron, en 1805, un Real Acuerdo que prescribía la confiscación de los campos fronterizos y su distribución entre familias pobres bajo la forma de suertes de estancia (que los beneficiarios se comprometían a defender por su cuenta), la Junta de Hacendados se manifestó decididamente en contra del proyecto, que afectaba los intereses de los que eran jurídicamente propietarios de esas tierras, Sobremonte decretó la disolución de la Junta, Particular interés tuvo la experiencia de reparto de tierras realizada por el naturalista español Félix de Azara, por la jerarquía intelectual del protagonista y porque su ayudante principal fue José Gervasio Artigas. Encargado, en estrecho contacto con Azara, de entregar tierras a los aspirantes en el flamante pueblo de San Gabriel de Batoví, aquella labor resultaría de gran importancia para el futuro responsable del Reglamento Provisorio para Fomento de la Campaña y Seguridad de sus Hacendados de 1815, que siguió en líneas generales las directivas de los proyectos anteriores.
El fracaso del “arreglo de los campos” tuvo largas consecuencias históricas, que van desde el entusiasta apoyo de la población de la campaña a la sublevación de 1811 hasta el latifundio en Uruguay.